# Олапаріб
Олапаріб, що продається під торговою маркою Lynparza — препарат для підтримуючої терапії прогресуючого раку яєчників із мутацією BRCA у дорослих. Це інгібітор PARP, який пригнічує полі-АДФ-рибополімеразу (PARP) (фермент, який бере участь у відновленні ДНК). Його використовують у боротьбі з раком у людей зі спадковими мутаціями BRCA1 або BRCA2, до яких входять деякі види раку яєчників, молочної залози та простати.
У грудні 2014 року Європейське агентство з лікарських засобів (ЄАЛЗ) схвалило олапариб для використання як монопрепарат в Європейському Союзі та Управлінням з контролю за продуктами й ліками (УПМ) у Сполучених Штатах.

## Медичне використання
Олапаріб призначають для лікування раку молочної залози, яєчників, простати, фаллопієвої труби, очеревини та підшлункової залози.

## Побічні ефекти
До побічних ефектів відносяться такі, як нудота, блювання, втрата апетиту, втома, болі в м'язах і суглобах, низькі показники крові, такі як анемія, іноді з лейкемією. При використанні доз, вищих за рекомендовані, у ході клінічних випробувань спостерігалася сонливість.

## Механізм дії
Олапаріб є інгібітором ферменту полі-АДФ-рибозополімерази (PARP). Мутації BRCA1/2 можуть спричинити генетичну схильність до розвитку деяких форм раку та можуть бути стійкими до багатьох форм лікування онкології. Однак ці види раку можуть бути більш вразливими за інші, оскільки ракові клітини більше залежать від PARP для відновлення їхньої ДНК і продовження поділу. Це означає, що препарати, які вибірково пригнічують PARP, можуть бути корисними, якщо рак сприйнятливий до такого лікування.

## Історія
Олапаріб був розроблений і вперше застосований пацієнтам британською біотехнологічною компанією KuDOS Pharmaceuticals, котру заснував Стівен Джексон з Кембриджського університету у Великобританії.. KuDOS був придбаний компанією AstraZeneca у 2006 році, тому клінічну розробку препарату проводили AstraZeneca і Merck & Co.
У грудні 2014 року Управління з харчових продуктів і медикаментів США (УПМ) та Європейське агентство з лікарських засобів (ЄАЛЗ) схвалили олапаріб як монотерапію. Схвалення УПМ стосується раку яєчників із зародковою мутацією BRCA (gBRCAm), щодо якого застосовувалось три або більше попередніх курсів хіміотерапії. У звіті про публічну оцінку ЄАЛЗ згадувалося як про «серозний рак яєчників високого ступеня», так і про використання олапарібу «не пізніше ніж через 8 тижнів після курсу препаратів на основі платини, коли пухлина зменшилася в розмірах або повністю зникла».
Олапаріб демонструє значну клінічну активність у комбінації з темозоломідом при рецидиві дрібноклітинного раку легені.
У січні 2018 року олапаріб став першим інгібітором PARP, схваленим УМП для лікування метастатичного раку молочної залози gBRCAm.
При раку молочної залози олапаріб схвалений для gBRCAm HER2 -негативних пацієнтів з метастатичним раком молочної залози, які раніше отримували лікування неоад'ювантною, ад'ювантною або метастатичною хіміотерапію. Пацієнтам хворим на рак з позитивним гормональним рецептором за необхідності було рекомендовано пройти ендокринну терапію. Це схвалення ґрунтувалося на результатах дослідження III фази OlympiAD, яке продемонструвало виживання без прогресування раку у пацієнтів, які отримували олапаріб, порівняно зі звичайною хіміотерапією.
У серпні 2017 року таблетки олапарібу схвалили у Сполучених Штатах для підтримуючої терапії дорослих із рецидивом епітеліального раку яєчників, фаллопієвих труб, або первинного раку очеревини, за умови, що рак повністю або частково реагує на хіміотерапію на основі платини. Форму препарату змінили з капсул на таблетки, капсули були виведені з виробництва в Сполучених Штатах. Капсули та таблетки не є взаємозамінними.
Схвалення ґрунтувалося на двох дослідженнях у пацієнтів з рецидивом раку яєчників, які проходили терапію на основі платини. У дослідженні SOLO-2 (NCT01874353) 295 пацієнтів з рецидивним раком яєчників, фаллопієвих труб, або первинним раком очеревини із зародковою мутацією BRCA випадковим чином було розподілено на дві групи — тих, хто двічі на день преорально отримував таблетки олапарібу дозуванням 300 мг, та тих, хто отримував плацебо. SOLO-2 продемонструвало статистично значуще покращення рівня виживання без прогресування хвороби у пацієнтів, котрі приймали олапаріб, порівняно з тими, хто отримував плацебо, з коефіцієнтом ризику 0,30 (95 % Cl: 0,22, 0,41; p <0,0001). Дослідження 19 (NCT00753545) випадковим чином обрало 265 пацієнтів незалежно від статусу BRCA (1:1) для отримання капсул олапарібу дозуванням 400 мг перорально двічі на день або плацебо. Дослідження 19 продемонструвало статистично значуще покращення рівня виживання без прогресування за оцінкою дослідників у пацієнтів, котрі приймали олапаріб, порівняно з тими, хто приймав плацебо з коефіцієнтом ризику 0,35.
У січні 2018 року олапаріб схвалили у Сполучених Штатах для лікування пацієнтів із певними типами метастазного раку молочної залози зі спадковими генетичними мутаціями пухлин. Це зробило його першим препаратом у своєму класі (Інгібітор PARP), схваленим для лікування раку молочної залози, і це перший випадок, коли будь-який препарат був схвалений для лікування певних пацієнтів з метастазним раком молочної залози, які мають мутацію гена «BRCA». Пацієнтів для лікування препаратом Lynparza відбирали на основі схваленого УПМ генетичного тесту під назвою BRACAnalysis CDx.
У грудні 2018 року олапаріб був схвалений у Сполучених Штатах для підтримуючої терапії дорослих з зародковим раком або соматичною мутацією BRCA (gBRCAm або sBRCAm) епітеліального раку яєчників, фаллопієвих труб, або первинним перитонеальним раком, які мали відповідь до хіміотерапії на основі платини. Дорослим з gBRCAm прогресуючим епітеліальним раком яєчників, фаллопієвих труб, або первинним раком очеревини рекомендовано відбирати терапію на основі супутньої діагностики, затвердженої УПМ. Схвалення ґрунтувалося на SOLO-1 (NCT01844986) — дослідженні, яке порівнювало ефективність олапарібу з плацебо у пацієнтів із розвиненим ураженням яєчників, фаллопієвих труб, або мутацією BRCA (BRCAm) первинного раку очеревини після першої лінії хіміотерапії на основі платини. Пацієнти були випадковим чином розподілені (2:1) для отримання 300 таблеток олапарібу дозуванням 300 мг перорально двічі на день (n=260), або плацебо (n=131).
У грудні 2019 року олапаріб було схвалено для підтримуючої терапії дорослих із метастатичною аденокарциномою підшлункової залози з мутацією BRCA (gBRCAm), чия хвороба не прогресувала протягом принаймні 16 тижнів після лікування першою лінією хіміотерапії на основі платини. УПМ також схвалило тест BRACAnalysis CDx (Myriad Genetic Laboratories, Inc.) як супутню діагностику для відбору пацієнтів із раком підшлункової залози для лікування олапарібом на основі виявлення мутацій в генах BRCA1 або BRCA2. Ефективність вивчали у POLO (NCT02184195) — дослідженні, у якому випадковим чином (3:2) розподілили 154 пацієнтів з метастатичною аденокарциномою підшлункової залози gBRCAm на олапаріб дозуванням 300 мг перорально двічі на день або плацебо, до прогресування захворювання або неприйнятної токсичності.
У березні 2022 року олапаріб був схвалений для ад'ювантної терапії дорослих з мутацією BRCA (gBRCAm) рецептору епідермального фактора росту людини 2 (HER2)-нагативних, з високим ризиком раннього раку молочної залози, які отримували неоад'ювантну або ад'ювантну хіміотерапію.
У квітні 2023 року Національна служба охорони здоров'я (NHS) Уельсу та Англії почала призначати олапаріб хворим на рак як частину своєї терапії. Цей препарат було розроблено для лікування специфічних злоякісних новоутворень, пов'язаних з дефектними варіантами гена раку молочної залози (BRCA). Завдяки цьому 300 жінок з раннім раком молочної залози та 500 чоловіків із прогресуючим раком простати отримали цей препарат безкоштовно. Ендрю Татт, професор онкології молочної залози в Королівському коледжі Лондона та Інституті дослідження раку, повідомив, що це лікування підвищує шанси вижити від раку молочної залози, та продовжити життя у випадках раку простати. Раніше це було недосяжно.